# Mercado de Chillán
El Mercado Municipal de Chillán es un edificio de la ciudad de Chillán, en la región de Ñuble, Chile. De arquitectura modernista, contiene diversos locales comerciales en los cuales se vende la popular longaniza de la ciudad cual la hace famosa.

## Historia
Durante el proceso de Guerra de la Independencia de Chile, el área fue un punto de abastecimiento de las tropas patriotas quienes combatían contra los Hermanos Pincheira y Vicente Benavides. Tras el Terremoto de Concepción de 1835, la ciudad de Chillán es refundada en su actual emplazamiento, absorbiendo el terreno de abastecimiento de los patriotas; es por ello que se instala un área de comercio frente a la plaza de armas de la ciudad, denominado "La Recova".
En 1852 se dispuso el traslado de la Recova frente a la Plaza Sargento Aldea, convirtiéndose en antecedente a lo que después se convertiría en el actual área comercial. En 1858, el alcalde de la época, José Marcelino Dañin, reordenó el área de Las Cuatro Avenidas estableciendo que las plazas de Sargento Aldea y Plaza de armas, sean destinadas al entrenamiento del ejército, donde la primera mantiene su carácter de abastecimiento, consigo facilitó la instalación de viviendas en el sector suroriente.
Diez años después se amplió el terreno de la recova, sin embargo, por la gran cantidad de comerciantes que empezaron a llegar, en 1877 se instalaron toldos en plena plaza Sargento Aldea, ese sería el surgimiento de la Feria de Chillán.
Fue remodelado en 1991 cambiando su techumbre y estructuras, conservando a su recova como elemento arquitectónico en Calle Maipón. Para 2019, es inaugurada la Sala Arte Mercado en el segundo piso del recinto comercial.